# Sotvitmossa
Sotvitmossa (Sphagnum papillosum) är en bladmossart som beskrevs av Lindberg 1872. Enligt Catalogue of Life ingår Sotvitmossa i släktet vitmossor och familjen Sphagnaceae, men enligt Dyntaxa är tillhörigheten istället släktet vitmossor och familjen Sphagnaceae. Arten är reproducerande i Sverige. Inga underarter finns listade i Catalogue of Life.

## Bildgalleri

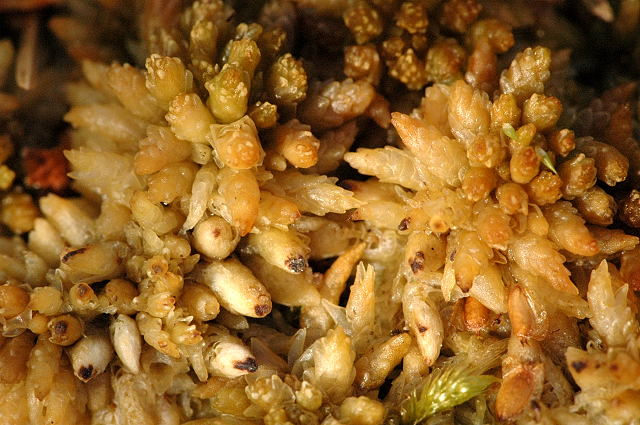
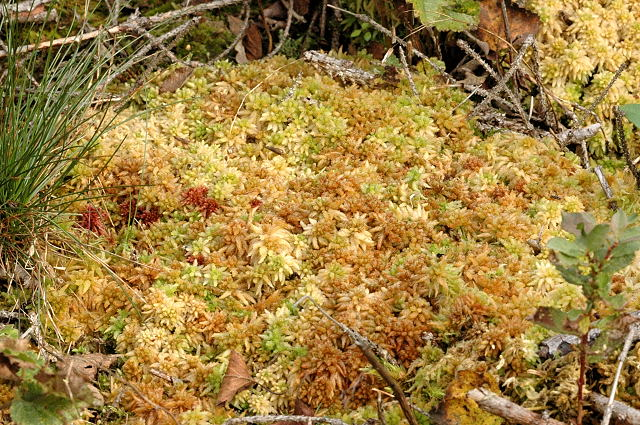
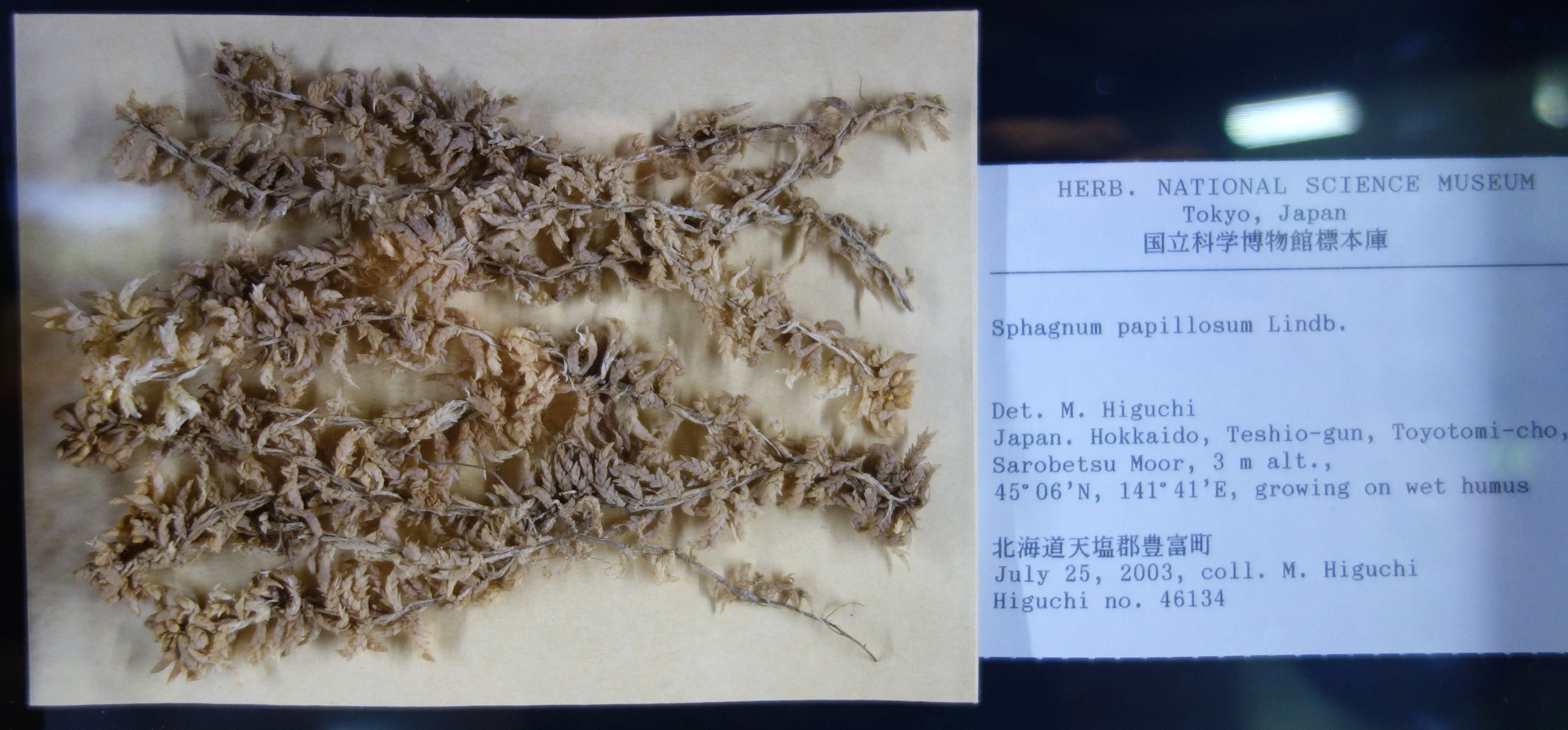